# UnrealIRCd
UnrealIRCd (Unreal Internet Relay Chat Daemon) è un software server open source per sistemi di chat IRC.
È il demone più diffuso, risultando il software utilizzato da oltre il 40% dei server IRC, disponibile per sistemi Linux, OS X, FreeBSD e Windows. Il software nasce nel maggio del 1999 come fork di DreamForge IRCd, il demone inizialmente utilizzato per la rete DALnet.

## Caratteristiche

### Differenze rispetto allo standard
La rete IRC è definita dalle RFC 1459, 2810, 2811, 2812 e 2813. UnrealIRCd, come molti altri demoni IRC, non rispetta pienamente questi standard al fine di aggiungere estensioni e modifiche con la finalità di aumentare la sicurezza e migliorare la user experience. Un esempio di estensione di sicurezza è l'implementazione di STARTTSL.

### Funzionalità particolari
- Modi speciali (+q,+a) visualizzabili come ~ e & (fondatore del canale e amministratore del canale)
- Link canali (+L)
- vhost senza services
- SSL Client
- File di configurazione completamente personalizzabile
- Disponibilità di molti moduli supplementari

## Sicurezza

### Bug di sicurezza
Il principale bug di sicurezza di UnrealIRCd è stato un trojan introdotto nella version 3.2.8.1 direttamente nel tarball del download (non è noto come questo sia successo). Il file incriminato è rimasto disponibile al download per circa sei mesi, da 
novembre 2009 a giugno 2010, consentendo a utenti malevoli un accesso al sistema ospite tramite la backdoor introdotta da UnrealIRCd.

### Uso illecito
È noto che UnrealIRCD è stato utilizzato in passato come C&C di botnet, grazie alle sue notevoli funzionalità e alla disponibilità del codice sorgente in open source. Infatti, le possibilità di proteggere i canali tramite password, di creare comunicazioni sia bi-direzionali che uni-direzionali e la ridondanza facilmente ottenibile con diversi server IRC hanno reso UnrealIRCd perfetto per coordinare questi attacchi. Tuttavia l'utilizzo di questa tecnica è andato a sparire dopo il 2010, preferendo una soluzione P2P, viste le nuove tecniche di individuazione e monitoraggio create appositamente per questi server IRC.